# Cities: Skylines II
Cities: Skylines II je budovatelská strategie studia Colossal Order vydaná společností Paradox Interactive v říjnu 2023. Navazuje na hru Cities: Skylines z roku 2015.

## Hratelnost
Stejně jako u svého předchůdce je hráč postaven před úkol vybudovat fungující město – má možnost budovat síť ulic, vytvářet zóny, infrastrukturu nutnou pro fungování města i doplnit město o hromadnou dopravu. Oproti prvnímu titulu hra obsahuje větší herní mapu, má pokročilejší simulaci a některé nové prvky, například možnost dopravních nehod. Rozdílný je i nástroj pro tvorbu čtvrtí.

### Doprava a infrastruktura
Nástroje pro stavění silnic a ulic jsou flexibilnější než u předchozího titulu. Lze jednoduše stavět rovnoběžné ulice či kruhové objezdy, základní hra obsahuje několik typů parkovišť. Simulovaná vozidla a postavy si vybírají cestu na základě několika faktorů: ceny, rychlosti, komfortu a osobní preference. Ve hře se vyskytují dopravní nehody.
Ve hře je možné produkovat elektřinu z různých zdrojů včetně obnovitelných. Přenos elektřiny a vody je integrován do většiny ulic a s oběma komoditami lze obchodovat s vnějším světem. Hráč si musí dát pozor na přetížení elektrického vedení i na kontaminaci podzemní vody, například průmyslem.

### Služby
Města od hráče kromě funkční sítě ulic, elektřiny a pitné i odpadní vody mohou vyžadovat některé další služby: 
- zdravotní péče (nemocnice),
- pohřební služby (hřbitovy a márnice),
- svoz a zpracování odpadu (skládky a spalovny),
- vzdělávací služby (školy a univerzity),
- požární služby,
- bezpečnostní složky (policejní služebny a vězení),
- hromadná doprava (taxislužby, autobusy, tramvaje, metro, lodní a letecká doprava),
- parky a další místa pro rekreaci,
- komunikační služby (telekomunikace a pošty).

Na rozdíl od svého předchůdce lze většinu budov služeb vylepšovat a modifikovat.

### Postup ve hře
Postup ve hře je na rozdíl od prvního dílu, kde byly milníky určeny pouze populací města, postaven na systému sbírání zkušeností. Hráčova zkušenost roste s velikostí populace, se spokojeností obyvatel, nebo i díky budování určitých typů staveb. Za nasbírání určitého počtu zkušeností a dosažení milníku je hráč odměněn herní měnou a postupovými body, za které může odemknout nové herní nástroje nebo stavby. Celkem lze odemknout 20 milníků, nejnižším je Tiny Village a posledním Megapolis.

### Herní mapa
Ve hře má hráč přístup k následujícím mapám:
- Archipelago Haven
- Barrier Island
- Great Highlands
- Lakeland
- Mountain Village
- River Delta
- Sweeping Plains
- Twin Mountain
- Waterway Pass
- Windy Fjords
- Tampere (dostupná pouze pro hráče, kteří hru objednali v předprodeji) - mapa založená na okolí sídla studia Colossal Order[8]

Každá mapa má rozlohu 159 km2, které může hráč dosáhnout odemčením celkem 441 dílčích částí. Na okrajích mapy se lze napojit na vnější svět. Během hry se periodicky střídají roční období včetně sněhové pokrývky a mění se počasí, vše v závislosti na typu mapy. Rovněž dochází ke střídání dne a noci a mohou se vyskytnout přírodní katastrofy.

## Vydání a kritika
Společnost Paradox Interactive oznámila vydání hry na virtuální akci Paradox Insider v březnu 2023. Někteří členové herní komunity na základě vydaného traileru spekulovali, že hra bude využívat Unreal Engine 5, což vývojáři popřeli. Během akce Xbox Games Showcase v červnu 2023 byl představen druhý trailer, obsahující autentické herní záběry spolu s oficiálním datem vydání. Počínaje 19. červnem začali vývojáři každý týden na YouTube nahrávat videa odhalující dílčí herní mechanismy a rozdíly oproti prvnímu dílu hry.
Hra byla oficiálně vydána 24. října 2023 navzdory šířícím se zprávám o špatné optimalizaci a problémům s výkonem. Vývojáři se ale rozhodli dodržet původní termín vydání a oznámili, že nedostatky budou postupně odstraňovány. Vydání pro konzole PlayStation 5, Xbox Series X a Series S ale bylo oproti původnímu plánu odloženo na jaro 2024.
Studio Collosal Order první měsíce po vydání vydávalo aktualizace hry, které měly odstranit přetrvávající potíže s výkonem i hratelností. Poslední takovou samostatnou aktualizací byla verze 1.0.19 z února 2024. Mariina Hallikainen, ředitelka studia Colossal Order, oznámila, že vývojářský tým se nadále bude soustředit na přípravu nového herního obsahu a že další opravy budou součástí dalších běžných aktualizací.
Kritika provázela i vydání prvního DLC Beach Properties 25. března 2024. Někteří hráči kritizovali nedostatek obsahu za 10 eur, které rozšíření stálo. Zástupci studia na kritiku reagovali tak, že všem hráčům vrátili peníze za nákup DLC a další změny ve hře se rozhodli konzultovat s hráčskou komunitou. Vydání verze hry pro konzole bylo navíc opět odloženo o několik měsíců.
Některé problémy měl vyřešit update běžně nazývaný Economy 2.0 z června 2024, který kromě jiného kompletně změnil fungování ekonomiky ve hře a podle části hráčské komunity konečně nasměroval hru správným směrem.

### Stahovatelný obsah
- Beach Properties (2024) - do hry přidává nový druh rezidenční zóny, 6 významných budov a 4 nové stromy[20]